# Súlyemelés az 1906. évi nyári olimpiai játékokon
Az 1906-os pánhellén olimpián a súlyemelésben két számban avattak olimpiai bajnokot.

## Részt vevő nemzetek
Ezt a sportágat 7 nemzet összesen 13 versenyzőjének részvételével rendezték meg.
- Ausztria (AUT) (1)
- Belgium (BEL) (1)
- Franciaország (FRA) (1)
- Görögország (GRE) (6)
- Németország (GER) (2)
- Olaszország (ITA) (1)
- Svédország (SWE) (1)

## Éremtáblázat
A táblázatokban a rendező nemzet csapata eltérő háttérszínnel, az egyes számoszlopok legmagasabb értéke vagy értékei vastagítással kiemelve.
| Az 1906. évi nyári olimpiai játékok éremtáblázata súlyemelésben | Az 1906. évi nyári olimpiai játékok éremtáblázata súlyemelésben | Az 1906. évi nyári olimpiai játékok éremtáblázata súlyemelésben | Az 1906. évi nyári olimpiai játékok éremtáblázata súlyemelésben | Az 1906. évi nyári olimpiai játékok éremtáblázata súlyemelésben | Olimpia  |
| --------------------------------------------------------------- | --------------------------------------------------------------- | --------------------------------------------------------------- | --------------------------------------------------------------- | --------------------------------------------------------------- | -------- |
|                                                                 | Ország                                                          | Arany                                                           | Ezüst                                                           | Bronz                                                           | Összesen |
| 1.                                                              | Ausztria (AUT)                                                  | 1                                                               | 1                                                               | 0                                                               | 2        |
| 2.                                                              | Görögország (GRE)                                               | 1                                                               | 0                                                               | 0                                                               | 1        |
|                                                                 |                                                                 |                                                                 |                                                                 |                                                                 |          |
| 3.                                                              | Olaszország (ITA)                                               | 0                                                               | 1                                                               | 0                                                               | 1        |
|                                                                 |                                                                 |                                                                 |                                                                 |                                                                 |          |
| 4.                                                              | Németország (GER)                                               | 0                                                               | 0                                                               | 3                                                               | 3        |
| 5.                                                              | Franciaország (FRA)                                             | 0                                                               | 0                                                               | 1                                                               | 1        |
|                                                                 |                                                                 |                                                                 |                                                                 |                                                                 |          |
| Összesen                                                        | Összesen                                                        | 2                                                               | 2                                                               | 4                                                               | 8        |

## Érmesek
| Az 1906. évi nyári olimpiai játékok érmesei súlyemelésben |                                                 |                                               |                                                   |
| Versenyszám                                               | Arany                                           | Ezüst                                         | Bronz                                             |
| Egykaros súlyemelés                                       | Josef Steinbach · Ausztria (AUT) · 76,55        | Tullio Camillotti · Olaszország (ITA) · 73,75 | Heinrich Schneidereit · Németország (GER) · 70,75 |
| Kétkaros súlyemelés                                       | Dimítriosz Tófalosz · Görögország (GRE) · 142,5 | Josef Steinbach · Ausztria (AUT) · 136,5      | Alexandre Maspoli · Franciaország (FRA) · 129,5   |
| Kétkaros súlyemelés                                       | Dimítriosz Tófalosz · Görögország (GRE) · 142,5 | Josef Steinbach · Ausztria (AUT) · 136,5      | Heinrich Schneidereit · Németország (GER) · 129,5 |
| Kétkaros súlyemelés                                       | Dimítriosz Tófalosz · Görögország (GRE) · 142,5 | Josef Steinbach · Ausztria (AUT) · 136,5      | Heinrich Rondi · Németország (GER) · 129,5        |